# Simon Buckner
Simon Bolivar Buckner Jr.  (Munfordville, 1886. július 18. – Okinava prefektúra, 1945. június 18.) altábornagy az Egyesült Államok hadseregében a második világháború idején, a Csendes-óceáni hadszíntéren szolgált. Ő volt az alaszkai védelmi parancsnokság vezetője, ahol amerikai és kanadai csapatokat irányított az Aleut-szigeteki hadjáratban, beleértve az Attu csatát és a Kiska-expedíciót.
Ezután kinevezték a Tizedik Hadsereg parancsnokává, amely 1945-ben partraszállási hadműveletet hajtott végre Okinawa japán szigetén. Buckner az okinawai csata utolsó napjaiban ellenséges tüzérségi tűz következtében életét vesztette, ezzel ő lett a legmagasabb rangú amerikai katonatiszt, aki harci cselekményben halt meg a második világháború során.
Buckner, Lesley J. McNair, Frank Maxwell Andrews és Millard Harmon – mindannyian altábornagyok voltak halálukkor – voltak a legmagasabb rangú amerikai katonák, akiket a háború során megöltek. Buckner és McNair 1954. július 19-én posztumusz négycsillagos tábornoki (teljes tábornoki) rangot kaptak, egy különleges kongresszusi törvény (Public Law 83-508) alapján

## Fiatalkora
Buckner apja a Konföderációs Hadsereg tábornoka, Simon Bolivar Buckner volt, édesanyja pedig Delia Hayes Claiborne. Buckner és az apja is Simón Bolívar után kapták a nevüket – Bolívar egy venezuelai katona és államférfi volt, aki kulcsszerepet játszott abban, hogy a mai Kolumbia, Venezuela, Ecuador, Panama, Peru és Bolívia függetlenné váljon a Spanyol Birodalomtól.
Buckner apja Kentucky állam kormányzója volt 1887 és 1891 között, majd 1896-ban az Aranypárti Demokraták alelnökjelöltjeként indult az amerikai elnökválasztáson. Buckner fiatalon Munfordville közelében, Kentucky államban nőtt fel, és részt vett apja 1896-os kampánykörútján, amikor apja John M. Palmer (volt uniós tábornok) alelnökjelöltjeként indult.

## A hadseregben
Buckner a Virginia Katonai Intézetben tanult. Amikor 1904 nyarán betöltötte a 18. életévét, apja Theodore Roosevelt amerikai elnökhöz fordult, és kérte, hogy a fia felvételt nyerhessen a West Point-i katonai akadémiára. Roosevelt teljesítette a kérést, és Buckner 1908-ban végzett az akadémián.
Ezt követően két katonai szolgálatot teljesített a Fülöp-szigeteken, és az ottani élményeiről később írt is egy beszámolót „Tales of the Philippines – In the Early 1900s” (Történetek a Fülöp-szigetekről – az 1900-as évek elején) címmel.
Az első világháború idején ideiglenes őrnagyként (major) szolgált, és repülős kadétokat képzett ki szigorú fegyelemmel.

### A II. világháborúban
Buckner-t 1940-ben dandártábornokká léptették elő, és kinevezték az amerikai hadsereg alaszkai védelmi parancsnokságának vezetőjévé – feladata Alaska megerősítése és védelme volt. 1941 augusztusában vezérőrnaggyá (major general) léptették elő. Hírhedt volt keménységéről és szigoráról: például akármekkora is volt a hideg, csak egy lepedő alatt aludt, és megtiltotta a katonáinak a dezodor használatát, mondván: „egy férfi férfiszagú legyen”.
Az alaszkai vizeket – különösen az Aleut-szigetek és a Bering-tenger partvidékét – már a harmincas években felderítette a japán haditengerészet.
Az amerikai és kanadai hadvezetés is komolyan számolt azzal, hogy támadás érheti Alaszkát, bár senki nem tudta, mikor és hogyan. Amikor az Egyesült Államok 1941 végén belépett a második világháborúba, Alaszka védelme már folyamatban volt, de a japán támadás 1942. június 3–5. között mégis váratlanul érte őket, amikor megtámadták Dutch Harbort. Nem sokkal később a japánok megszállták Kiska és Attu szigeteit, kb. 7 000 katonát küldve Kiskára és közel 3 000-et Attura.
Az amerikai parancsnokok, köztük Buckner is, attól tartottak, hogy a japánok légibázisokat építenek ki a szigeteken, és onnan megtámadhatják az amerikai nyugati partvidék városait, például Anchorage-t, Seattle-t vagy San Franciscót. Az aggodalom nem volt alaptalan, mivel az előző hónapokban már több japán támadás is érte a nyugati partot, például:
- tengeralattjárók szabadon vadásztak amerikai hajókra a part menti vizeken,
- a japán I-26 tengeralattjáró ágyúzta a vancouveri Estevan Point világítótornyát,
- az I-25 tengeralattjáró megtorpedózta és lövette a S.S. Fort Camosun nevű teherszállító hajót Washington állam partjainál,
- továbbá bombázták Ellwoodot (Kalifornia) és Fort Stevenst (Oregon) is.

Egy visszaemlékezésben Paul Bishop hadnagy (a 28. bombázócsoportból) idézte Buckner szavait:

„
Buckner tábornok azt mondta nekünk, hogy a japánok légibázisokat hozhatnak létre az Aleut-szigeteken, és így támadási távolságon belül kerülhetnek Anchorage, Seattle vagy San Francisco felé. Akkoriban ez valódi félelem volt, hiszen a japánok Ázsiában és a Csendes-óceánon szinte megállíthatatlanul és kegyetlenül nyomultak előre.
”

1942 júniusában Buckner elrendelte az őslakos aleut nép kitelepítését, és falvaik felégetését. Az aleutokat csak a háború után, 1945-ben engedték vissza otthonaikba.
Emellett faji alapon ellenezte afroamerikai katonák Alaszkába vezénylését. Egy feletteseinek írt levelében azt írta, hogy attól tart, az ottmaradó fekete katonák „keverednének az indiánokkal és eszkimókkal, és egy szerinte »visszataszító kevert faj« jönne létre, ami problémát jelentene.”

#### Attu visszafoglalása – Operation Landcrab (1943. május)
A sziget visszafoglalása közel egy évig tartott, a harcok három héten át zajlottak 1943 májusában. Az amerikai veszteségek súlyosak voltak:
- 549 katona meghalt,
- 1 148 megsebesült,
- és 1 814-en betegedtek meg vagy szenvedtek a hidegtől.

A 2 900 fős japán helyőrségből csak 28-an élték túl.
A szárazföldi harcokon kívül a tenger és a levegő fölötti harcokban is sok tengerész és pilóta halt meg mindkét oldalon.
Buckner később ezt mondta:

„
Az alaszkai fegyveres erők hűséges bátorsága, lendületes energiája és eltökélt kitartása megállította a japán inváziót, kiszorította az ellenséget partjainkról, és erőddé tette határvidékünket. De ez csak a kezdet. Megnyitottuk az utat Tokió felé – a legrövidebb, legközvetlenebb és legpusztítóbb utat ellenségeink számára. Bárcsak hamarosan végigmehetnénk ezen az úton a győzelemig.”

#### Kiska visszafoglalása – 1943. augusztus
Kiska szigetét kanadai és amerikai csapatok támadták meg. Ám mire megérkeztek, a japánok titokban, köd leple alatt már elhagyták a szigetet. Az Imperial Navy 5 400 katonát és tengerészt evakuált anélkül, hogy az ellenség észrevette volna.
Azonban a szövetséges parancsnokok nem hitték el, hogy a japánok teljesen kivonultak, így a katonák nyolc napon keresztül kutatták a szigetet, lőttek a ködbe, és sokszor egymást találták el:
- 24 szövetséges katona „baráti tűzben” halt meg,
- 4 japán csapdákban,
- és 71-en meghaltak, amikor a USS Abner Read romboló úszóaknának ütközött.

Összesen 168 szövetséges katona megsebesült vagy megbetegedett. Mivel a sziget üres volt, az akciót „gyakorlatozásként” könyvelték el, és 439 napnyi harc után véget ért az Aleut-szigeteki hadjárat.
Buckner 1943-ban altábornaggyá (lieutenant general) lépett elő.

#### Harc Okinawáért
1944 júliusában Bucknert Hawaii-ra küldték, hogy megszervezze a Tizedik Hadsereget, amely az amerikai hadsereg és a tengerészgyalogság egységeiből állt. Eredetileg ez a hadsereg Tajvan megszállására készült fel, de ezt a hadműveletet végül törölték, és helyette Buckner parancsnoksága alá került a Okinavai csatára való felkészülés.
A csata 1945. április 1-jén kezdődött, és az amerikai hadtörténelem egyik legnagyobb, leghosszabb és legvéresebb tengeri–szárazföldi–légi ütközetévé vált.
Annak ellenére, hogy az amerikaiak hatalmas kétéltű partraszálló erőkkel rendelkeztek, Buckner ragaszkodott az erőddé kiépített japán állások elleni frontális támadáshoz. Ez a döntés sok amerikai életet követelt, de végül sikeresnek bizonyult a japán védelem áttörésében.
A csata későbbi szakaszában azonban Buckner nem ismerte fel, hogy a japánok visszavonulnak egy másodlagos védelmi vonalba. Ezáltal a japán erők jelentős része elkerülte a megsemmisülést, és rendezett formában vissza tudtak vonulni.
Az utolsó japán erők felszámolása a sziget déli részén rendkívül súlyos veszteségekkel járt, különösen a civil lakosság körében, akik csapdába estek a harctéren.

### Halála
1945. június 18-án Buckner megérkezett parancsnoki dzsipjén, amelyen háromcsillagos tábornoki zászló lobogott, hogy meglátogasson egy előretolt megfigyelőállást egy gerincen, kb. 270 méterre a frontvonal mögött, miközben a tengerészgyalogosok támadást indítottak a japánok által tartott Ibaru-gerinc ellen.
Az ilyen látogatásokat nem mindig fogadták örömmel a katonák, mert Buckner jelenléte gyakran vonzott ellenséges tüzet, főként, amikor épp távozott egy helyszínről.
Amikor megérkezett, háromcsillagos rangjelzése jól látható volt a sisakján, és egy közeli tengerészgyalogos megfigyelőállás jelzést küldött, hogy tisztán látják a csillagokat a sisakján. Amikor erről értesítették, Buckner lecserélte a saját, jelölt sisakját egy jelöletlenre, hogy ne legyen könnyű célpont.
Miközben Buckner az előretolt állásban állt, egy kis méretű, lapos röppályájú japán tüzérségi lövedék (feltehetően 47 mm-es kaliberű) egy közeli korallsziklának csapódott, és a repeszdarabok a mellkasába fúródtak.
Bucknert hordágyon vitték egy közeli egészségügyi állomásra, de az operáció közben életét vesztette.
A parancsnoki posztot Roy Geiger tengerészgyalogos tábornok vette át.
Az okinawai csata során összesen 12 513 amerikai katona halt meg.
Buckner volt a legmagasabb rangú amerikai katonatiszt, aki a második világháborúban elesett. Ő tartotta ezt a szomorú "rekordot" egészen 2001. szeptember 11-ig, amikor Timothy Maude altábornagy életét vesztette a Pentagon elleni terrortámadásban.

## Emlékhelyek
Simon Bolivar Buckner Jr. emlékére elnevezett helyek és létesítmények:
- Fort Buckner, az amerikai hadsereg egyik alegysége az okinawai Camp Foster tengerészgyalogos bázison. Itt található a 78. híradózászlóalj és az 53. híradózászlóalj E százada. A támaszponton kis emlékművet is emeltek Buckner emlékére.
- USNS General Simon B. Buckner (T-AP-123): egy katonai csapatszállító hajó, az Admiral W. S. Benson-osztályba tartozott.
- Nakagusuku-öblöt, Okinawa keleti partján, az amerikai katonák a „Buckner-öböl” névvel illették már az 1940-es években. Ezt a nevet a mai napig használják, még hivatalos katonai dokumentumokban is.
- West Point katonai akadémiájának „Camp Buckner” nevű gyakorlótábora, ahol a másodéves kadétok (yearlingek) átesnek a kadét-kiképzésen (CFT – Cadet Field Training).

### Alaszkában, a hidegháborús katonai építkezések során létrehozott helyszínek
- Buckner Tornaterem (más néven Fieldhouse vagy Physical Fitness Center) a Fort Richardson bázison (ma a Joint Base Elmendorf–Richardson része Anchorage-ban), amelyet Buckner tábornok alapított a második világháború idején.
- The Buckner Building Whittier városában, egykor Alaszka legnagyobb alapterületű épülete volt.
- Buckner Drive – az Anchorage-ban található Nunaka Valley lakónegyedben, eredetileg katonai lakóövezetként épült.

### További helyszínek az Egyesült Államokban
- Buckner Drive – a Fort Leavenworth katonai bázison, a Normandy Village nevű lakóövezetben.
- Buckner Avenue – a Fort George Meade támaszponton található Heritage Park negyedben.
- Buckner Gate – a Fort Shafter bázis egyik főkapuja Hawaii-on.
- Buckner Hall – a Fort McClellan egykori főhadiszállási épülete.
- Buckner Circle – a Fort McClellan területén található kör alakú utca, ahol 20 magas rangú tiszt lakott, és az épületek egy közös zöld területre néztek.
- Buckner Road – Mount Vernon, Virginia területén, a Woodlawn Manor nevű lakónegyedben található. Ebben a környékben több utca is amerikai tábornokokról kapta a nevét, például: McNair Road, Patton Road, Stillwell Avenue.